# Flughafen Treviso

i7
i11
i13
Der Flughafen Treviso (italienisch Aeroporto di Treviso-Sant'Angelo, IATA-Code: TSF, ICAO-Code: LIPH) ist ein Flughafen bei Treviso im Nordosten Italiens, der in erster Linie von Billigfluggesellschaften genutzt wird. Er wird teils auch unter dem Namen „Venedig-Treviso“ vermarktet, der Hauptflughafen der nahegelegenen Lagunenstadt ist jedoch der Flughafen Venedig-Marco Polo.

## Lage und Anbindung
Der Flughafen liegt etwa 25 km nördlich von Venedig. Treviso und Venedig sind vom Flughafen per Bus erreichbar.

## Fluggesellschaften und Ziele
Der Flughafen wird vorwiegend von Billig- und Charterfluggesellschaften genutzt, um Touristen aus dem europäischen Ausland nach Venedig bzw. in die Region zu bringen. Treviso wird auch aus deutschsprachigen Ländern angeflogen: Ryanair fliegt u. a. aus Berlin, Frankfurt am Main und Hamburg. Weitere Airlines die den Flughafen Treviso bedienen sind Wizz Air, Albawings und NordStar.

## Geschichte
Der Flughafen entstand in den 1920er Jahren als Flugfeld des örtlichen Aeroclubs. 1935 wurde er für den kommerziellen Verkehr freigegeben und ab 1938 auch militärisch genutzt.
Als der auf dem Lido di Venezia gelegene Flugplatz Venedig-Lido dem Verkehrsaufkommen nicht mehr gewachsen war, übernahm der Flughafen Treviso von 1953 bis 1960 eine wichtige unterstützende Rolle. Nach der Eröffnung des Flughafens Venedig-Marco Polo diente Treviso wieder vorwiegend militärischen Zwecken, in eingeschränktem Maß auch der Allgemeinen Luftfahrt.
Nach dem faktischen Ende der militärischen Nutzung stieg Mitte der 1990er Jahre der Betreiber des Flughafens von Venedig (SAVE S.p.A.) beim Flughafen Treviso ein, an dem es heute 80 Prozent der Anteile hat. Der federführende venezianische Flughafenbetreiber hat Treviso eine ergänzende Rolle im Billigflug-, Charter- und Frachtsegment zugewiesen, während man auf dem Flughafen Venedig-Marco Polo vorwiegend den klassischen Linienverkehr abwickelt. Auf dem Flughafen Treviso nahm man 2007 ein neues Terminal in Betrieb und benannte ihn bei dieser Gelegenheit nach dem Bildhauer Antonio Canova.

## Namensgebung
Der Flughafen wird heute allgemein Aeroporto di Treviso “Antonio Canova” genannt, ohne die früher übliche, umstrittene Ortsangabe „Treviso-Sant'Angelo“. Der im Nordosten gelegene zivile Teil des Flughafens liegt bei San Giuseppe, der militärische Teil im Süden bei Sant'Angelo am Fluss Sile. Da die Bedeutung des militärischen Teils lange überwog, wurde auch die entsprechende Ortsbezeichnung für den gesamten Flughafen verwendet. Die örtliche Bevölkerung nennt ihn oft noch Flughafen Canizzano (oder „Canissan“), nach dem Ortsteil beim militärischen Teil. Der Militärflugplatz von Treviso-Sant'Angelo ist nicht zu verwechseln mit dem knapp zehn Kilometer nordwestlich gelegenen Militärflugplatz Istrana, der auch Treviso-Istrana genannt wird.

## Zwischenfälle
- Am 21. März 1990 fiel bei einer Fiat G.91R/1B der italienischen Luftwaffe (Luftfahrzeugkennzeichen MM6394) kurz nach dem Start vom Flughafen Treviso das Triebwerk aus. Das Flugzeug stürzte ab und wurde zerstört. Zwar aktivierte der Pilot den Schleudersitz, überlebte den Unfall jedoch nicht, weil sich der Fallschirm nicht öffnete. Dies ist der letzte bekannt gewordenen Totalverlust einer Fiat G.91 und zugleich auch der letzte mit tödlichem Ausgang.[4]